# Kierzkowo (powiat gdański)
Kierzkowo (kaszb. Kiérzkòwò lub Gduńsczé Kiérzkòwò) – wieś w Polsce położona w województwie pomorskim, w powiecie gdańskim, w gminie Przywidz przy drodze wojewódzkiej nr 233.
Wieś jest siedzibą sołectwa Kierzkowo w którego skład wchodzi również przysiółek Bliziny.
| SIMC    | Nazwa   | Rodzaj     |
| ------- | ------- | ---------- |
| 0169940 | Bliziny | przysiółek |

W latach 1975–1998 miejscowość należała administracyjnie do województwa gdańskiego.